# Václav Foglar
Václav Foglar (27. listopadu 1916 nebo 28. listopadu 1916, Machov – 21. prosince 1948, Kalamai) byl stíhací pilot 313. československé stíhací perutě RAF a po druhé světové válce kapitán československých aerolinií.

## Mládí
Václav Foglar byl syn kováře Antonína Foglara. Rodina žila v podhorské obci Machov blízko Police nad Metují. Václav Foglar vychodil 5 tříd obecné školy a 3 ročníky měšťanské školy, přičemž do 4. ročníku měšťanky dojížděl do Police nad Metují. U polické firmy Bohumil Cvrček se vyučil strojním zámečníkem. V roce 1934 se v 18 letech přihlásil k vojenské službě, byl ovšem odmítnut. Získal však zaměstnání u leteckých závodů Avia v Čakovicích. V roce 1935 byl přijat do Školy leteckého dorostu v Prostějově, kterou v roce 1937 ukončil.

## Letcem v československé armádě
V roce 1937 nastoupil Václav Foglar vojenskou prezenční službu u Leteckého pluku 3 „Generála-letce M. R. Štefánika“ v Piešťanech, byl zařazen do cvičné letky a později přemístěn k 15. pozorovací letce ve Vojnorech, u níž létal na dvouplošnících. 1. května 1938 pak získal hodnost desátníka. K 1. červenci 1938 byl jmenován polním pilotem letcem (průkaz č. 1371). Během mobilizace v září 1938 se vrátil ke kmenové 15. letce dislokované na letiště do Žiliny. V roce 1939 zažil na Slovensku protičeské nálady a vznik Slovenského štátu i okupaci zbytku Československé republiky německou armádou. Vrátil se do zatím vzniklého Protektorátu Čechy a Morava a 16. června 1939 odjel vlakem do Moravské Ostravy a odsud v nákladním vagónu do polského Szumbarku. Po krátkém pobytu v Krakově byl přemístěn do barákového tábora v Malých Bronovicích. Zde byl zařazen do transportu 189 vojenských osob (z toho 88 letců), se kterým odjel do Gdyně a švédský parník pak československé vojáky převezl do Calais. Ve Francii Václav Foglar vstoupil do Cizinecké legie a prodělal vojenský výcvik v severní Africe.. Později se směl vrátit k letectvu a prošel základním výcvikem na Moraune Salnier M.S.230ET.2, poté přešel na moderní stíhačky téže značky. V květnu 1940 odjel do pilotní školy École de Pilotage CazauxZ Bordeaux odplul 19. června 1940 do jihoanglického přístavu Falmoutgh. Po pobytu ve shromažďovacím táboře a v Československé výcvikové a náhradní jednotce byl přijat do RAF VR a byla mu přidělena hodnost četaře. Po ukončení výcviku byl přidělen k 245. stíhací peruti do Aldergrove v Severním Irsku. Jednotka byla určena k obraně Belfastu. Ve Velké Británii Václav Foglar dále sloužil u 249. a 17. perutě. Jednotka létala s novými stíhačkami Hawker Hurricane Mk.IIA. Václav Foglar byl povýšen do hodnosti rotný.
27. května 1941 byl Foglar přemístěn k 313. československé stíhací peruti a musel se přecvičit na Spitfiry Mk.IA. 31. srpna 1941 československá peruť vedená majorem Gordonem L. Sinclairem zaznamenala první samostatné vystoupení jako zadní podpora šesti bombardérů při náletu na letiště Lannion ve Francii. V tomto období byl Václav Foglar jmenován rotmistrem letectva v záloze. 313. československá peruť se 15. prosince 1941 přemístila na základnu RAF Hornchurch, 20 km západně od Londýna. 23. prosince 1941 získal Václav Foglar Československou medaili Za chrabrost. Z nové základny v Rochfordu se 313. peruť zúčastnila operace Fuller, jejímž cílem bylo zničit německé křižníky. Akce byla neúspěšná. V další operaci s názvem Rodeo 10. dubna 1942 sestřelil Václav Foglar v souboji jeden německý Messerschmitt Bf 109. 26. května 1942 byl Foglar povýšen na poručíka a den poté obdržel Československý válečný kříž 1939.
Na novém působišti v Churchstandonu vytvořila 313. peruť s 310. a 312. perutí ryze československou vyšší jednotku Exeter (Czechoslowak) Wing . Všechny tři československé perutě se zúčastnily operace Circus 9. Jednalo se o doprovod bombardérů při náletu na francouzské letiště Lannion v Bretani, Podobný cíl měla i operace Synchronised Rhubarb, která poničila letiště Lannion a Morlaix. Poté Václav Foglar odešel na práci v zázemí: sklady, letecké závody, školení pilotů, opravy letadel. V říjnu 1942 byl vyznamenán druhým Československým válečným křížem 1939 a druhou Československou medailí Za chrabrost.
Od 1. února 1943 působil Václav Foglar znovu u 313. československé stíhací perutě v Churchstantonu. Byl povýšen na nadporučíka. V létě 1943 absolvoval Václav Foglar krátký kurz pro létání podle přístrojů a za snížené viditelnosti. 313. peruť se přemístila do Ibsley, kde vzniklo Ibsley (Czechoslovak) Wing. Odsud se Václav Foglar zapojoval do ofenzivní činnosti nad okupovanou Evropou, což představovalo hlavně doprovod spojeneckých bombardovacích letadel. Po stáži u firmy Rolls-Royce v Derby Foglar definitivně ukončil operační činnost stíhacího pilota 14. března 1944. V Anglii celkem nalétal 1462 letových hodin, z toho 388 hodin 45 minut operačních.

## Dopravním letcem
V dubnu 1944 byl Václav Foglar přeložen k Velitelství dopravního letectva. Protože neměl velké zkušenosti s vícemotorovými letadly, byl odeslán na doplňující výcvik a poté do zdokonalovacího kurzu zaměřeného na létání za mlhy a nepříznivého počasí bez vnější viditelnosti. Po ukončení kurzu byla Václavu Foglarovi udělena písemná pochvala Inspektorátu československého letectva za zájem, píli a snahu během výcviku a pak také pilotní licence B, která ho opravňovala k létání na dopravních strojích a linkách britské společnosti BOAC. V únoru 1945 plnila Foglarova posádka důležitý úkol, za nepříznivého počasí dopravila z Croydonu do Neapole dr. Ivana Šubašiče a 9 dalších jugoslávských vládních činitelů na důležitá politická jednání. Posádka podepsala prohlášení o zachování naprosté mlčenlivosti. Dr. I. Šubašič byl od června 1944 předsedou nové prozatímní jugoslávské exilové vlády. Do této doby měl Foglar nalétáno 1468 hodin na jednomotorových letounech (bez hodin před válkou v ČR a ve válce ve Francii). Václav Foglar dopravil také prezidenta Edvarda Beneše na konferenci státníků do Teheránu. Na dvoumotorových letounech nalétal do konce války 485 hodin. Navštívil Indii, Barmu nebo Cejlon. Byl také mezi prvními československými letci, kteří 17. května 1945 přistáli na letišti v Praze-Ruzyni. Na palubě měli 2. sled československé politické administrativy (ministr Hubert Ripka, primátor Prahy dr. Petr Zenkl). Václav Foglar se setkal se svými rodiči (otec Antonín Foglar byl v roce 1942 zatčen a uvězněn v internačním táboře Svatobořice. K 1. červnu 1945 byl Václav Foglar povýšen na nadporučíka v záloze. Do srpna 1945 plnil dopravní úkoly u Transport Command ve Velké Británii. Poté se definitivně vrátil do vlasti. Po návratu se 1. února 1946 demobilizoval z činné vojenské služby a nastoupil k Československým státním aeroliniím. K 7. březnu 1946 byl povýšen na kapitána v záloze a v témže roce se oženil a jeho manželce Věře se narodil syn Petr.

## Smrt při letecké havárii
Kapitán Československých státních aerolinií Václav Foglar zahynul 21. prosince 1948 při havárii dopravního letadla na pravidelné dopravní lince Praha–;Řím–Athény–Lod v Palestině. Při obletu bouřky nad poloostrovem Peloponés se letadlo zřítilo do zalesněného svahu Megali Lake v pohoří Taygetos, asi 15 km severovýchodně od města Kalami, dnes Kalamata. Stroj se po nárazu roztříštil a začal hořet. Vedle pětičlenné posádky zahynulo 16 cestujících (podle některých pramenů 19 osob), většinou židovské národnosti. Zpopelněné ostatky Václava Foglara byly později uloženy v rodinném hrobě na hřbitově v Machově.
Rozkazem ministra obrany ČSFR č. 0104 z 29. května 1991 byl Václav Foglar dnem 1. června 1991 mimořádně jmenován do hodnosti plukovníka in memoriam.

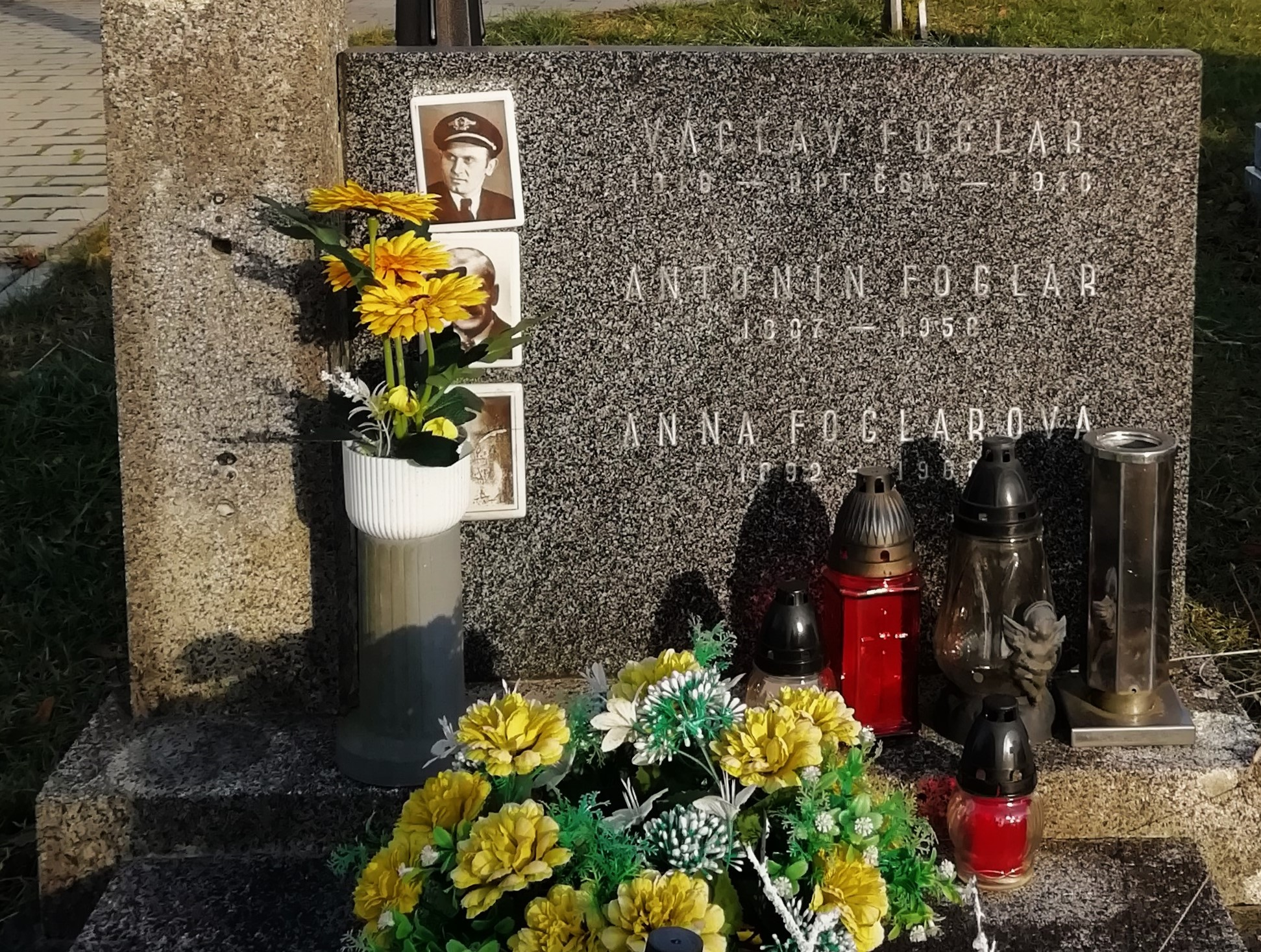
Hrob Václava Foglara a jeho rodičů v Machově

14. prosince 2008 odhalili v městysu Machov pomník svému rodákovi. Na pomník byl použit balvan z lomu v Božanově, do něhož byla upevněna žulová pamětní deska. Slavnostního aktu se zúčastnil Foglarův syn Petr, synovec Josef Vlček a také zástupce Asociace pilotů RAF plukovník v. v. Jaroslav Hofrichter.

## Vojenská vyznamenání

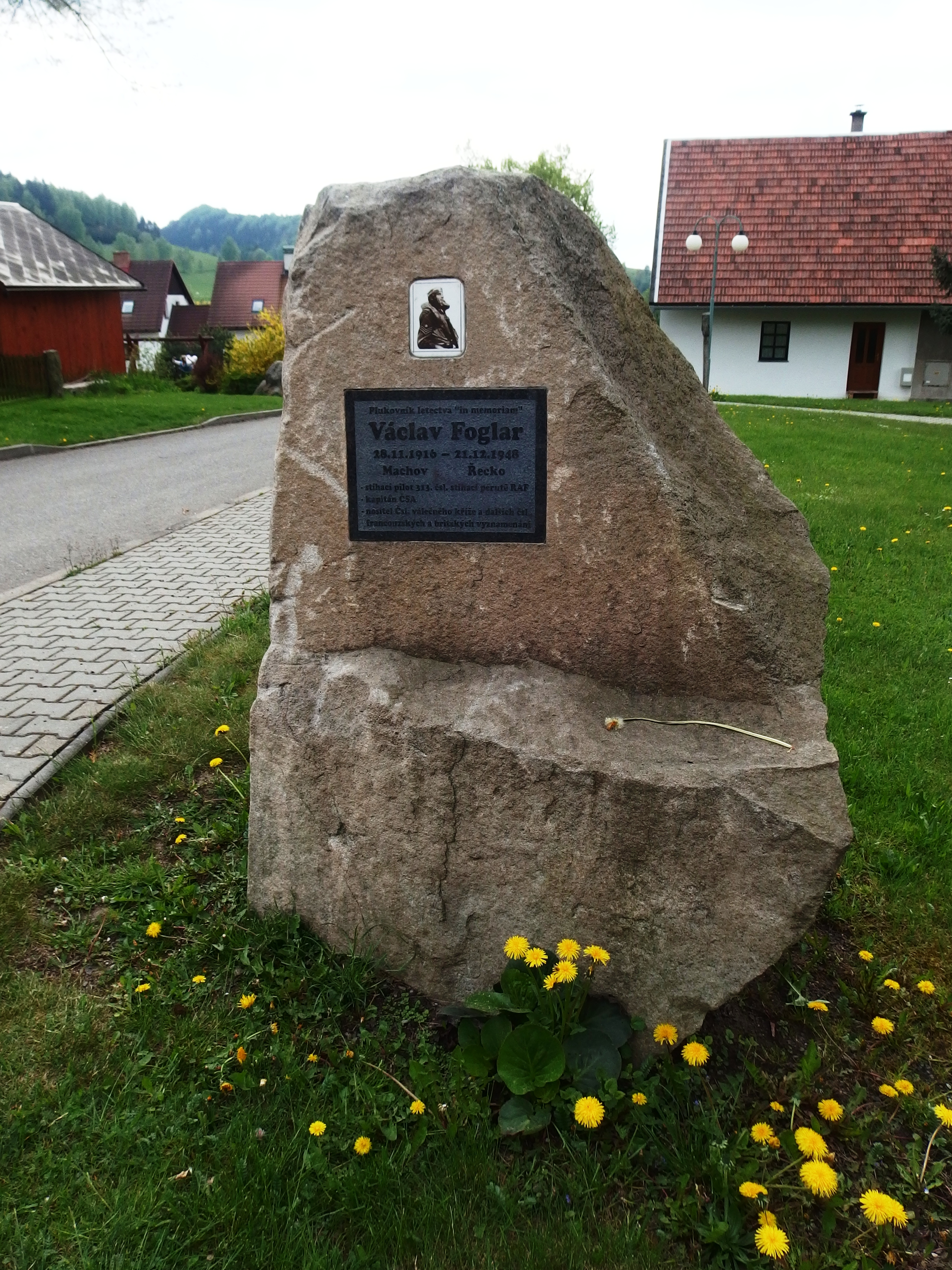
Pomník letce čs. perutě RAF Václava Foglara

- 4× Československý válečný kříž 1939 (27. května 1942, 8. října 1942, 2× 5. října 1946)
- 3× Československá medaile Za chrabrost před nepřítelem
- Československá medaile za zásluhy I. stupně (6. března 1946)
- Pamětní medaile československé armády v zahraničí se štítky F-VB (7. března 1944)
- britská vyznamenání: Hvězda 1939–1945 se stuhou Bitvy o Británii, Evropská hvězda leteckých posádek, Hvězda Atlantiku, Africká hvězda, Britská medaile Za obranu, Válečná medaile 1939–1945 [2][3]
- francouzské vyznamenání Croix de guerre[6]